# Leini
Leini (ehemals Leinì, piemontesisch Leinì, französisch Leiny) ist eine Gemeinde in der italienischen Metropolitanstadt Turin (TO), Region Piemont.

## Lage und Einwohner
Leini liegt 17 km nördlich von Turin. Das Gemeindegebiet umfasst eine Fläche von 32 km² und hat 16.232 Einwohner (Stand 31. Dezember 2023).
Die Nachbargemeinden sind San Francesco al Campo, Lombardore, San Maurizio Canavese, Volpiano, Caselle Torinese und Settimo Torinese.

## Geschichte

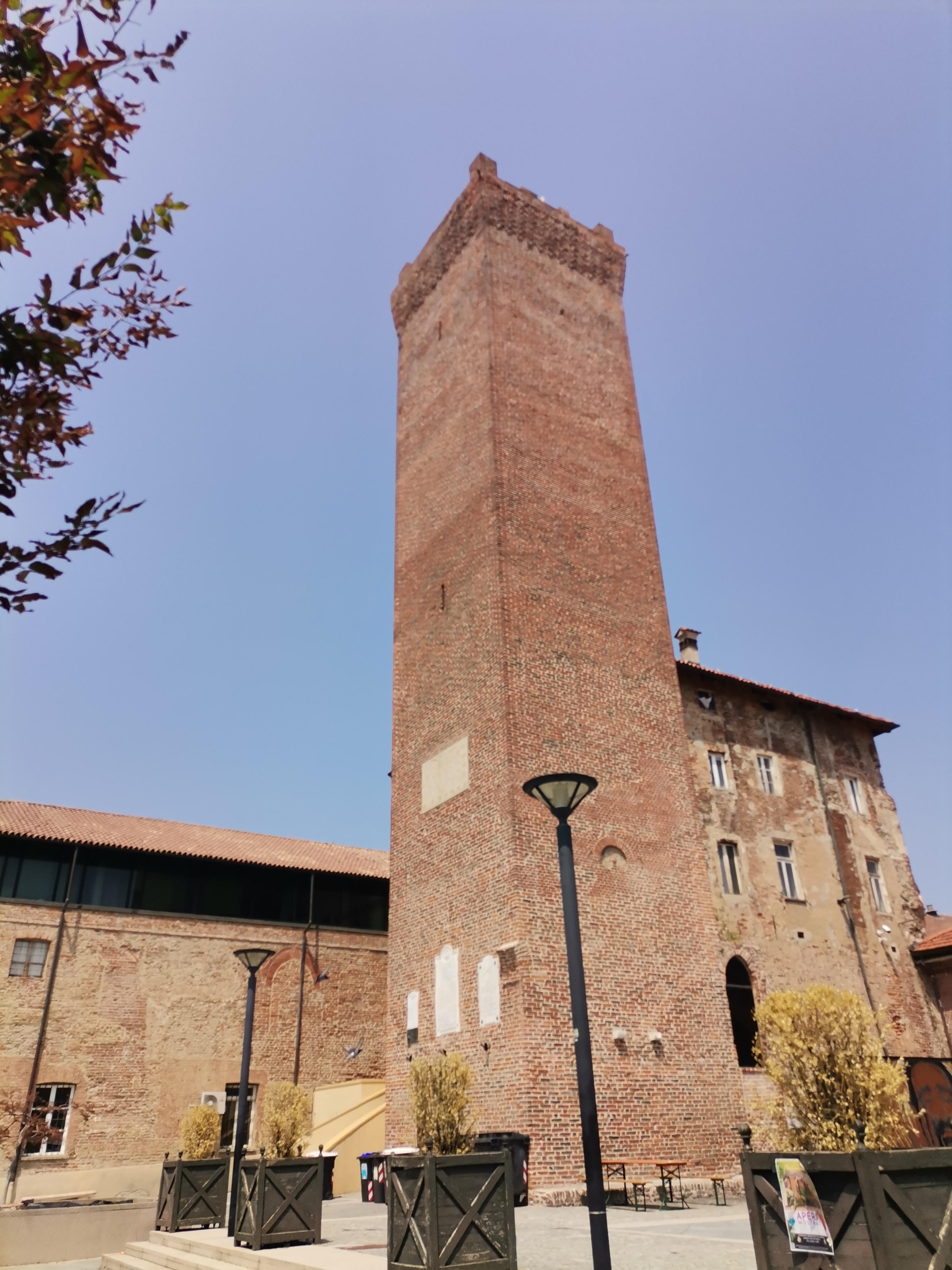
Torre dell'Ammiraglio

Leini (im mittelalterlichen Latein Leynico, Laniacum, Leiniacum) in einem Diplom aus dem Jahr 999 erwähnt, mit dem Kaiser Otto III. Im Laufe der Jahre entwickelte sich Leinì zu einem wichtigen Zentrum und wurde mit einem teilweise noch sichtbaren Wassergraben und Mauern befestigt, um den ständigen Einfällen der Nachbarn standzuhalten. Von Anfang an war Leinì den Markgrafen von Monferrato unterworfen, die es in den Jahren um 1300 an die Familie Provana verkauften, die bis zum 18. Jahrhundert die Herren des Ortes blieben und einen bemerkenswerten Einfluss auf die lokale Geschichte hatten. Während des gesamten 14. Jahrhunderts war Leinì Opfer und Zeuge interner Kämpfe zwischen den Herren von Monferrato und denen von Savoyen, bis 1379 der Grüne Graf Amedeo VI. von Savoyen das Schloss und die Stadt Leinì endgültig erhielt und sie der Familie Provana zurückgab. Das 16. Jahrhundert ist durch den Auftritt von Andrea Provana di Leinì (1511–1592) gekennzeichnet, der Admiral der Savoyer Flotte war und eine große Rolle beim Sieg der Christen gegen das Osmanische Reich in der Schlacht von Lepanto am 7. Oktober 1571 spielte.
Das 17. Jahrhundert war ein katastrophales Jahrhundert, geprägt von Pest, Hungersnöten und Kriegen. Das 18. Jahrhundert ist geprägt von den großen gesellschaftlichen Veränderungen, die zur Französischen Revolution führten, die den Namen der Familie Provana aus der Geschichte von Leinice löschte, die 1780 mangels Erben ausstarb. Das 19. Jahrhundert, das Jahrhundert der Vereinigung von Italien brachte mehrere Innovationen nach Leinì. Die Carabinieri-Kaserne, den Postdienst, den Straßenbahndienst.
Wahrzeichen der Stadt ist der 33 Meter Hohe Torre dell'Ammiraglio aus dem 13. Jahrhundert. 2016 wurde dieser Turm umfassend renoviert.

## Gemeindepartnerschaften
- Bangolo, Elfenbeinküste, seit 2004